# Crème de banane
Crème de banane is een zoete likeur gemaakt op basis van bananenextract met overeenkomstige smaak en gele kleur, met een alcoholpercentage van 17 tot 25%. Crème de banane wordt meestal gebruikt in alcoholische dranken, maar ook in de keuken; het is een ingrediënt van verschillende cocktails en desserts.

## Keukeningrediënt
Crème de banane kan worden gebruikt als siroop op bevroren desserts. In sommige gebakken gerechten kan het worden toegevoegd om een sterke bananensmaak te verkrijgen.

## Cocktailingrediënt
Crème de banane behoort tot de ingrediënten van onder meer:
- Aruba Ariba
- Banana Bliss
- Banana Daiquiri
- Banshee
- Boston Gold
- Campari Martinique
- Kingston
- L.A. Sunrise
- Lamoone
- Lebanese Snow
- Reggae
- White Heater

## Productie
Bedrijven zoals Marie Brizard, Tempus Fugit, McGuinness, 99 Bananas, Hiram Walker, Lucas Bols en De Kuyper maken deze likeur. Het is gebaseerd op neutraal smakende, jonge druivenbrandewijn op smaak gebracht door middel van infusie of maceratie.